# قانون الهواء النظيف (الولايات المتحدة الأمريكية)
قانون الهواء النظيف (CAA) هو القانون الفيدرالي الأساسي لجودة الهواء في الولايات المتحدة، ويهدف للحد من تلوث الهواء والسيطرة عليه على المستوى الوطني. صدر لأول مرة في عام 1963 وعُدّل عدة مرات منذ ذلك الحين، وهو واحد من القوانين البيئية الحديثة الأولى والأكثر تأثيرًا في الولايات المتحدة.
كما هو الحال مع العديد من القوانين البيئية الفيدرالية الرئيسية في الولايات المتحدة، يُدار قانون الهواء النظيف من قبل وكالة حماية البيئة الأمريكية (EPA) بالتنسيق مع الحكومات المحلية والولائية والقبلية. تقوم EPA بمهمة تطوير لوائح إدارية واسعة النطاق لتنفيذ التوجيهات الواردة في القانون، بينما تقوم البرامج التنظيمية المرتبطة، التي غالبًا ما تكون اختصاصية ومعقدة، بمهمة تنفيذ هذه التنظيمات. ومن بين أهم هذه البرامج، برنامج المعايير الوطنية لجودة الهواء الخارجي الذي يضع معاييرًا لتركيز بعض الملوثات الجوية في الهواء الطلق، وبرنامج المعايير الوطنية للملوثات الهوائية الخطيرة الذي يضع معاييرًا لانبعاثات بعض الملوثات الخطيرة من مصادر محددة. تضع البرامج الأخرى شروطًا على وقود السيارات والمنشآت الصناعية والتقنيات والأنشطة الأخرى التي تؤثر على جودة الهواء. وتتعامل البرامج الجديدة مع مشكلات محددة، بما في ذلك حمض الأمطار وحماية طبقة الأوزون وتغير المناخ.
تعرض قانون الهواء النظيف للطعن في المحكمة عدة مرات، سواء من الجماعات البيئية التي تسعى إلى تطبيق نظام أكثر صرامة أو من قبل الولايات والمرافق التي تسعى للوصول إلى المزيد من الحريات في القانون.
مع أن حصر فوائد قانون الهواء النقي بشكل دقيق يعتمد على الحسابات، لكن مما لا شك فيه أن هذا القانون قد خفض بشكل كبير من تلوث الهواء في الولايات المتحدة وحسّن جودة الهواء فيها – وهي الفوائد التي توفر تريليونات الدولارات وتنقذ العديد من الآلاف من الأرواح كل عام حسب وكالة البيئة الأمريكية.

## البرامج التنظيمية
في الولايات المتحدة، يشير «قانون الهواء النظيف» عادةً إلى القانون المقنن في الفقرة 42 في الفصل 85 من قانون الولايات المتحدة الأمريكية. يعد هذا القانون نتاجًا لقوانين متعددة للكونغرس، منها قانون الهواء النظيف لعام 1963، وقانون عام 1970. في قانون الولايات المتحدة، ينقسم القانون نفسه إلى فصول فرعية، ولا ترتبط أرقام الأقسام فيه بشكل واضح بالفصول الفرعية. مع ذلك، في مشاريع القوانين التي أنشأت القانون، تسمى الأقسام الرئيسية «العناوين»، وتُرقّم أقسام القانون وفقًا للعنوان (على سبيل المثال، يبدأ العنوان الثاني بالقسم 201). في الممارسة العملية، غالبًا ما تستخدم وكالة حماية البيئة والمحاكم والمحامون نظام الترقيم الأخير.
العديد من أجزاء القانون مفصلة تمامًا، إلا أن أجزاء أخرى منه تحدد فقط الخطوط العريضة العامة للبرامج التنظيمية للقانون، وتترك العديد من المصطلحات الرئيسية غير محددة. لذلك طورت الوكالات المسؤولة، ولا سيما وكالة حماية البيئة، لوائح إدارية لتنفيذ تعليمات الكونجرس. تُنشر لوائح وكالة حماية البيئة المقترحة والنهائية في السجل الفيدرالي الأمريكي، مع مقدمات تاريخية طويلة في الغالب. تُقنّن لوائح قانون الهواء النظيف في العنوان 40 من مدونة اللوائح الفيدرالية الفرع ج، الأجزاء من 50-98. تتوافق هذه الأجزاء غالبًا مع البرامج التنظيمية الرئيسية لقانون الهواء النظيف.
فيما يلي البرامج التنظيمية الرئيسية بموجب قانون الهواء النظيف، في يومنا هذا.

### المعايير الوطنية لجودة الهواء المحيط
تتحكم المعايير الوطنية لجودة الهواء المحيط (NAAQS) بمستويات الأوزون التروبوسفيري (O3) وأول أكسيد الكربون (CO) والجسيمات المعلقة (PM10، PM2.5) والرصاص (Pb) وثاني أكسيد الكبريت (SO2) وثاني أكسيد النيتروجين (NO2) المسموح بها في الهواء الخارجي. حددت NAAQS المستويات المقبولة لبعض ملوثات الهواء في الهواء المحيط في الولايات المتحدة. قبل عام 1965، لم يكن هناك برنامج وطني لتطوير معايير جودة الهواء المحيط، وقبل عام 1970 لم تكن الحكومة الفيدرالية مسؤولة بشكل أساسي عن تطويرها. طالبت تعديلات قانون الهواء النظيف لعام 1970 وكالة حماية البيئة بتحديد ملوثات الهواء التي تشكل أكبر تهديد للصحة العامة والرفاهية وبإصدار معايير NAAQS ومعايير جودة الهواء لها. سمّيت المعايير الصحية بمعايير NAAQS «الأولية»، في حين سميت المعايير الموضوعة لحماية الرفاهية العامة بخلاف الصحة (مثل القيم الزراعية) بمعايير NAAQS «الثانوية». في عام 1971، أصدرت وكالة حماية البيئة لوائح لأكاسيد الكبريت، والمواد الجسيمية المعلقة، وأول أكسيد الكربون، والمؤكسدات الضوئية الكيميائية، والهيدروكربونات، وثاني أكسيد النيتروجين. في البداية، لم تُدرج وكالة حماية البيئة الرصاص باعتباره أحد الملوثات التي تنطبق عليها المعايير، ووكّلت مهمة السيطرة عليه لسلطات المصادر المتنقلة لتلوث الهواء، لكنها اضطُرت لإضافته بعد الدعوى القضائية الناجحة التي رفعها مجلس الدفاع عن الموارد الطبيعية (NRDC) في عام 1976. استحدثت تعديلات قانون الهواء النظيف لعام 1977 عملية للمراجعة المنتظمة لقائمة NAAQS، وفرضت تشكيل لجنة مراجعة علمية مستقلة دائمة لتقديم مدخلات فنية حول NAAQS إلى وكالة حماية البيئة. أضافت وكالة حماية البيئة لوائح PM2.5 في عام 1997، وهي تحدث المعايير الوطنية لجودة الهواء المحيط NAAQS من وقت لآخر وفقًا لآخر ما توصلت إليه العلوم البيئية والصحية الناشئة.

### المعايير الوطنية لانبعاثات ملوثات الهواء الخطرة
تتحكم المعايير الوطنية لانبعاثات ملوثات الهواء الخطرة (NESHAPs) بكميات 187 مادة من ملوثات الهواء السامة المسموح بانبعاثها من المنشآت الصناعية وغيرها من المصادر. بموجب قانون الهواء النظيف، فإن الملوثات الجوية الخطرة (HAPs، أو سموم الهواء) هي ملوثات هواء، غير تلك التي تندرج تحت معايير الجودة الوطنية للهواء NAAQS، تهدد صحة الإنسان ورفاهيته. NESHAPs هي المعايير المستخدمة في عمليات التحكم في انبعاثات سموم الهواء من المصادر الثابتة كالمنشآت الصناعية وتقليلها والقضاء عليها. طالب قانون الهواء النظيف لعام 1970 وكالة حماية البيئة بتطوير قائمة بالملوثات الجوية، ثم تطوير معايير الانبعاثات الوطنية لكل منها. كانت المعايير الوطنية لانبعاثات ملوثات الخطرة الأصلية قائمة على التأثير على الصحة. جمعت تعديلات قانون الهواء النظيف لعام 1990 قائمة قوانين وكالة حماية البيئة ونسقتها، وطالبت التعديلات الجديدة بإنشاء معايير قائمة على التكنولوجيا وفقًا «لضبط التكنولوجيا القصوى القابلة للتحقيق» أو ما يعرف اختصارًا ب (MACT). على مر السنين، أصدرت وكالة حماية البيئة العشرات من لوائح NESHAP، والتي طورت المعايير الوطنية لانبعاثات ملوثات الهواء الخطرة حسب الملوثات، وحسب فئة مصدر الصناعة، وحسب العملية الصناعية. هناك أيضًا مجموعة من المعايير الوطنية لانبعاثات ملوثات الهواء الخطرة خاصة بوسائل النقل، مع أن التعامل مع هذا النوع من الملوثات يكون بشكل أساسي من مهام سلطات مصادر التلوث المتنقلة. استحدثت تعديلات عام 1990 أيضًا منهجًا يتطلب مراجعة وتحديث قائمة المعايير الوطنية لانبعاثات ملوثات الهواء الخطرة كل ثماني سنوات من قبل وكالة حماية البيئة، وتحديد أي مخاطر متبقية بعد تطبيق MACT، ووضع قواعد إضافية ضرورية لحماية الصحة العامة.